# 扎波利亚尔内 (摩尔曼斯克州)
69°25′N 30°48′E / 69.417°N 30.800°E
扎波利亞爾內（俄语：Заполя́рный）是俄羅斯摩爾曼斯克州西北部的一個城市，距摩爾曼斯克西北158公里。2002年人口18,640人。
1920至1944年當地屬芬蘭。1949年建立，時稱日丹諾夫斯克（Жда́новск）。1963年建市並改以現名。